# Koziej
Koziej – nazwisko używane w Polsce.
Na początku lat 90. XX wieku nosiło je w Polsce 1226 pełnoletnich osób. Najwięcej w dawnym woj. lubelskim (482 osoby), zamojskim (117 osób) i chełmskim (99 osób).

## Encyklopedyczne osoby noszące nazwisko Koziej
- Barbara Koziej-Żukowa (ur. 1925, zm. 2003) – posłanka na Sejm PRL w latach 1969–1985
- Stanisław Koziej (ur. 1943) – generał brygady Wojska Polskiego